# Liste der Biografien/Adi
Liste der Biografien |
Portal Biografien |
Personensuche
# |
A |
B |
C |
D |
E |
F |
G |
H |
I |
J |
K |
L |
M |
N |
O |
P |
Q |
R |
S |
T |
U |
V |
W |
X |
Y |
Z |
?
 
Aa |
Ab |
Ac |
Ad |
Ae |
Af |
Ag |
Ah |
Ai |
Aj |
Ak |
Al |
Am |
An |
Ao |
Ap |
Aq |
Ar |
As |
At |
Au |
Av |
Aw |
Ax |
Ay |
Az
 
Ada |
Adc |
Add |
Ade |
Adg |
Adh |
Adi |
Adj |
Adk |
Adl |
Adm |
Adn |
Ado |
Adr |
Ads |
Adt |
Adu |
Adv |
Adw |
Ady |
Adz
Die Liste der Biografien führt alle Personen auf, die in der deutschsprachigen Wikipedia einen Artikel haben. Dieses ist eine Teilliste mit 112 Einträgen von Personen, deren Namen mit den Buchstaben „Adi“ beginnt.

## Adi
- ʿAdī ibn Musāfir, Reformator des jesidischen Glaubens
- Adi Mulyono, Rahmad (* 2000), indonesischer Speedkletterer
- Adi Seputra, Nicolaus (* 1959), indonesischer Ordensgeistlicher, emeritierter römisch-katholischer Erzbischof von Merauke
- Adi, Alexandra (* 1971), US-amerikanische Schauspielerin
- Adi, Fanendo (* 1990), nigerianischer Fußballspieler
- Adi, Hakim (* 1957), Historiker, Autor und Hochschullehrer
- Adi, Joko Kuncoro (* 1997), indonesischer Sprinter
- Adi, Nor Sarah (* 2000), malaysische Stabhochspringerin

### Adia
- Adiaffi, Jean-Marie (1941–1999), ivorischer Filmemacher und Schriftsteller
- Adiamoh, Abdul Hamid (* 1974), nigerianischer Journalist und Herausgeber
- Adianto, Rahmat (* 1990), indonesischer Badmintonspieler
- Adianto, Utut (* 1965), indonesischer Schachspieler, Schachfunktionär und Politiker
- Adiatorix († 29 v. Chr.), Galaterfürst
- Adiatunnus, keltischer Heerführer und König

### Adib
- Adib Nur Hakim (* 1998), singapurischer Fußballtorwart
- Adib Pacha, Auguste (1859–1936), libanesischer Ministerpräsident
- Adib, Lynn (* 1986), syrische Musikerin (Gesang, Komposition)
- Adib, Mustapha (* 1972), libanesischer Politikwissenschaftler und Diplomat
- Adibzadeh, Majid (* 1980), iranischer Schriftsteller

### Adic
- Adıcan, Cemil (* 1987), türkischer Fußballspieler
- Adichie, Chimamanda Ngozi (* 1977), nigerianische SchriftstellerinChimamanda Ngozi Adichie (* 1977)

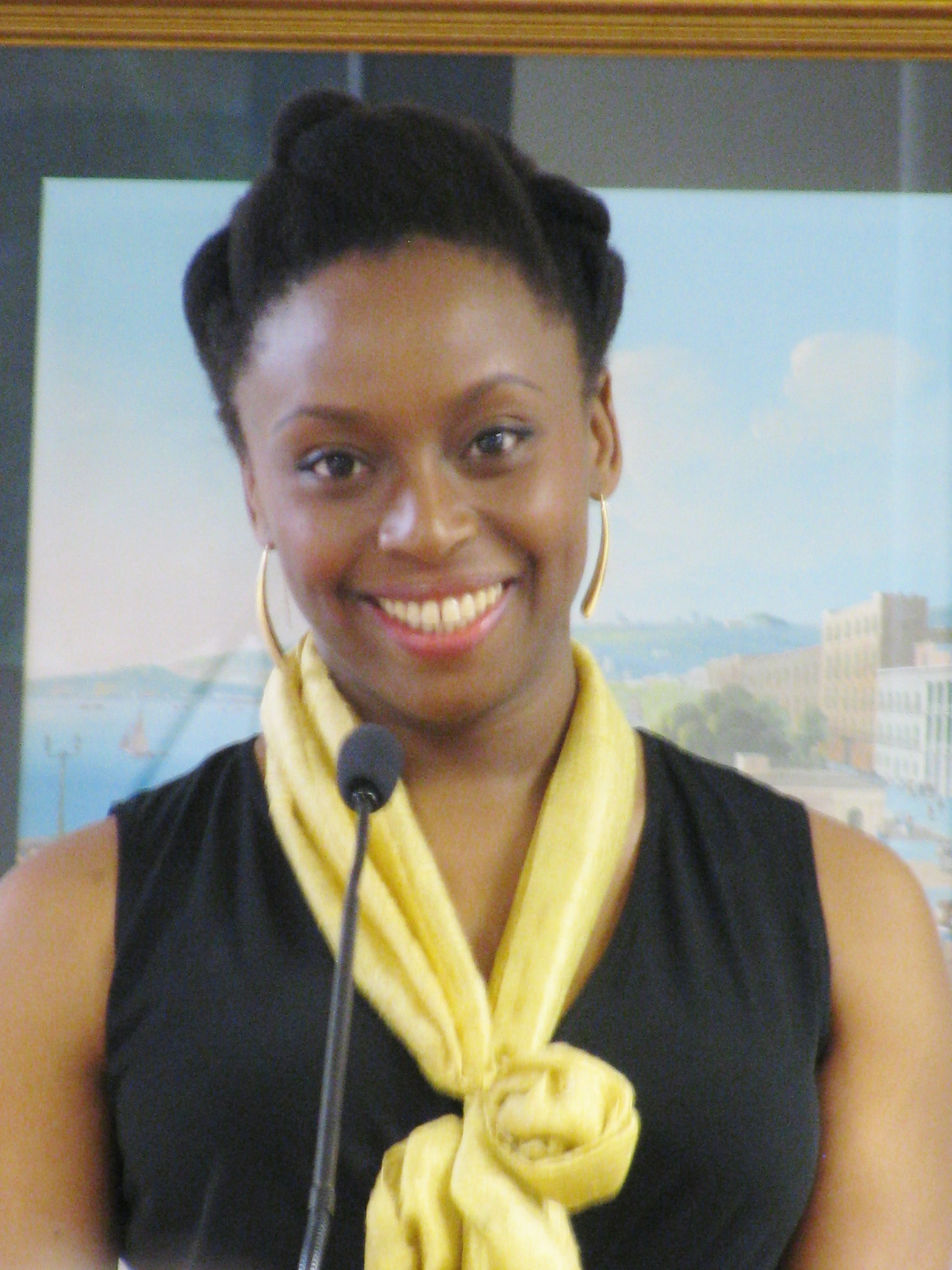
Chimamanda Ngozi Adichie (* 1977)

- Adick, Christel (* 1948), deutsche Pädagogin
- Adickes, Erich (1866–1928), deutscher Philosoph
- Adickes, Ernst Friedrich (1811–1878), deutscher Politiker, MdR
- Adickes, Franz (1846–1915), deutscher Kommunalpolitiker
- Adickes, Franz (1897–1973), deutscher Chemiker
- Adicoff, Jake (* 1995), US-amerikanischer Parasportler

### Adid
- ʿĀdid, al- (1151–1171), Kalif der Fatimiden

### Adie
- Adie, Michael (1929–2024), britischer Theologe und Bischof von Guildford
- Adie, William John (1886–1935), Neurologe
- Adiego, Ignacio Javier (* 1963), spanischer Linguist
- Adiele, Echendu (1978–2011), deutscher Fußballspieler nigerianischer Herkunft

### Adig
- Adiga, Aravind (* 1974), indischer Journalist und Schriftsteller
- Adigida, Onyema (* 2000), niederländischer Sprinter
- Adigo, Ryan (* 2001), beninisch-deutscher Fußballspieler
- Adıgözəlov, Vasif (1935–2006), aserbaidschanischer Komponist und Musikpädagoge
- Adigue, Pedro junior (1943–2003), philippinischer Boxer im Halbweltergewicht
- Adigun, Seun (* 1987), nigerianisch-US-amerikanische Hürdenläuferin und Bobsportlerin
- Adıgüzel, Hasan Ali (* 2000), türkischer Fußballspieler
- Adigüzel, Kerem (* 1987), Schweizer Autor und Koranexeget
- Adigüzel, Murat (* 1992), deutscher Fußballspieler

### Adij
- Adijew, Maxim Albertowitsch (* 1987), russischer Biathlet

### Adik
- Adikhalamani, nubischer König
- Adiko, Rémi (* 1982), ivorischer Fußballspieler

### Adil
- Adil Giray (1617–1672), Khan des Krimkhanats (1666 bis 1671)
- Adil I., al- (1145–1218), Sultan der Ayyubiden in Ägypten
- Adil II., al- (1222–1248), fünfter Sultan der Ayyubiden in Ägypten (1238–1240)
- Adil Schah († 1749), Schah von Persien
- Adil, Amina († 2004), tatarische Schriftstellerin und Sufi-Theologin
- Adil, Mirza (* 1943), sudanesischer Gewichtheber
- Adil, Muhammad Mehmet (* 1957), zyperntürkischer Islam- und Sufi-Lehrer
- Adil, Sultan (* 2004), Fußballspieler aus den Vereinigten Arabischen Emiraten
- Adili, Endogan (* 1994), Schweizer Fußballspieler
- Adilifu, Kamau Muata (* 1944), US-amerikanischer Jazz-Trompeter
- Adílio (1956–2024), brasilianischer Fußballspieler
- Adilji, Gülsha (* 1985), Schweizer Journalistin und FernsehmoderatorinGülsha Adilji (* 1985)

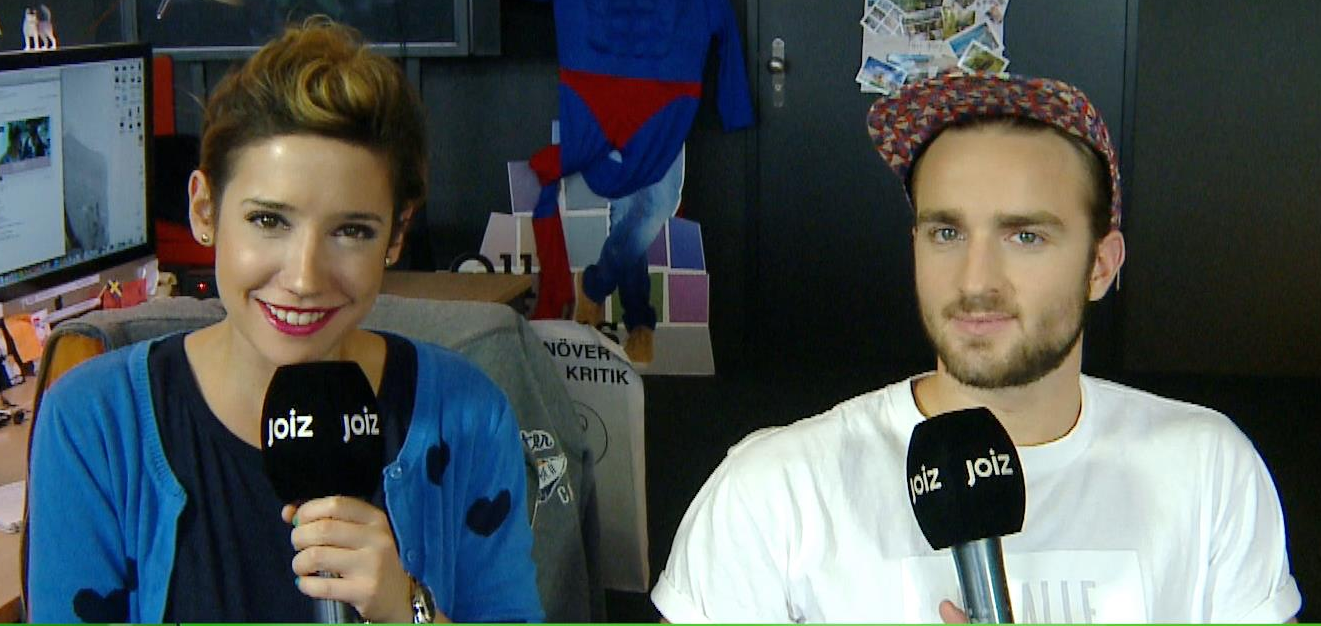
Gülsha Adilji (* 1985)

- Adilo, Haji (* 1975), äthiopischer Marathonläufer und Trainer
- Adilo, Hussein (* 1982), äthiopischer Marathonläufer
- Adilo, Kasime (* 1979), äthiopischer Marathonläufer
- Adilovic, Edmir (* 1986), österreichischer Fußballspieler
- Adilović, Eldin (* 1986), bosnischer Fußballspieler
- Adilson Bahia (* 1992), brasilianischer Fußballspieler

### Adim
- Adimari, Alamanno (1362–1422), italienischer Kardinal
- Adimari, Alessandro (1579–1649), italienischer Dichter
- Adimari, Lodovico (1644–1708), italienischer Dichter
- Adimasu, Mesfin (* 1985), äthiopischer Marathonläufer
- Adimou, Christophe (1916–1998), beninischer Geistlicher, Erzbischof von Cotonou

### Adin
- Adın, Olcan (* 1985), türkischer Fußballspieler
- Adinan Mongman (* 2002), thailändischer Fußballspieler
- Adiningsih, Sri (1960–2023), indonesische Wirtschaftswissenschaftlerin
- Adinolfi, Edgardo (* 1974), uruguayischer Fußballspieler
- Adinolfi, Gabriele (* 1954), italienischer Publizist und neofaschistischer Aktivist
- Adinolfi, Isabella (* 1978), italienische Politikerin, MdEP
- Adinolfi, Matteo (* 1963), italienischer Politiker, MdEP
- Adinolfi, Pasquale, italienischer Mediziner und Leibarzt des Papstes Clemens XIV.
- Adinolfi, Ugo (1943–2016), italienischer Schauspieler

### Adio
- Adiong, Ansaruddin Alonto, philippinischer Politiker

### Adip
- Adiprasito, Karim (* 1988), deutscher Mathematiker

### Adir
- Adiri, Niv, israelischer Tontechniker
- Adiru, Evelyn (* 1964), ugandische Leichtathletin

### Adis
- Adis, Franz (1916–2005), deutscher Politiker (CDU), MdL
- Adis, Kim (* 1993), philippinisch-britische Schauspielerin
- Adisak Boonthawi (* 1993), thailändischer Fußballspieler
- Adisak Duangsri (* 1985), thailändischer Fußballspieler
- Adisak Hantes (* 1992), thailändischer Fußballspieler
- Adisak Kanu (* 1986), thailändischer Fußballspieler
- Adisak Klinkosoom (* 1992), thailändischer Fußballspieler
- Adisak Kraisorn (* 1991), thailändischer Fußballspieler
- Adisak Lambelsah (* 2002), thailändischer Fußballspieler
- Adisak Narattho (* 1998), thailändischer Fußballspieler
- Adisak Seebunmee (* 2000), thailändisch-schwedischer Fußballspieler
- Adisak Sensom-Eiad (* 1994), thailändischer Fußballspieler
- Adisak Sosungnoen (* 1996), thailändischer Fußballspieler
- Adisak Srikampang (* 1985), thailändischer Fußballspieler
- Adisak Waenlor (* 1995), thailändischer Fußballspieler
- Adison, Fred (1908–1996), französischer Jazz- und Unterhaltungsmusiker (Schlagzeug, Gesang) und Bandleader
- Adisorn Daeng-rueng (* 1986), thailändischer Fußballspieler
- Adisorn Noonart (* 1987), thailändischer Fußballspieler
- Adisorn Promrak (* 1993), thailändischer Fußballspieler
- Adisorn Suppahso (* 1991), thailändischer Fußballspieler
- Adisorn Thimkiang (* 2008), thailändischer Fußballspieler
- Adisson, Franck (* 1969), französischer Kanute
- Adistia, Andrei (* 1989), indonesischer Badmintonspieler

### Adit
- Adit Phataraprasit (* 1989), thailändischer Fußballspieler
- Adithep Chaisrianan (* 2001), thailändischer Fußballspieler
- Adityanath, Yogi (* 1972), indischer Politiker
- Adityawarman, Andreas (* 1987), indonesischer Badmintonspieler

### Adiv
- Adıvar, Adnan (1882–1955), türkischer Politiker, Historiker, Mediziner und Schriftsteller
- Adıvar, Halide Edib (1884–1964), türkische Dichterin, Revolutionärin und SchriftstellerinHalide Edib Adıvar (1884–1964)

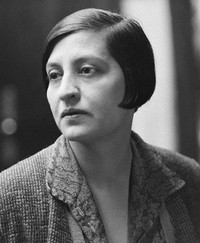
Halide Edib Adıvar (1884–1964)

### Adiy
- Adıyaman, Hazal (* 1989), türkische Schauspielerin
- Adıyaman, Übeyd (* 1997), türkischer Fußballtorhüter
- Adiyiah, Dominic (* 1989), ghanaischer Fußballspieler